# لوک هرمان
لوک جان هرمان (انگلیسی: Luke John Herrmann؛ ‏زاده ۹ مارس ۱۹۳۲ - مرگ ۹ سپتامبر ۲۰۱۶) تاریخ‌دان بریتانیایی و متخصص در مطالعات تاریخ هنر و شناخت آثار ویلیام ترنر است. وی مدتی در موزه اشمولین کار می‌کرد.

## ابتدای زندگی
هرمان در ۹ مارس ۱۹۳۲ در خانواده یهودی به دنیا آمد. او در انگلیس در مدرسه وست‌مینستر و در دانشگاه آکسفورد درس خواند.

## گزیدهٔ آثار
- Ruskin and Turner: A study of Ruskin as a collector of Turner, based on his gifts to the University of Oxford; incorporating a catalogue raisonné of the Turner drawings in the Ashmolean Museum. F.A. Praeger, New York, 1969.
- British landscape painting of the eighteenth century. Faber & Faber, London, 1973. شابک ‎۹۷۸۰۵۷۱۰۹۳۹۴۶
- Turner: Paintings, watercolours, prints, and drawings. Phaidon Press, London, 1975. شابک ‎۹۷۸۰۷۱۴۸۱۶۶۶۱
- Paul and Thomas Sandby. B.T. Batsford in association with the Victoria & Albert Museum, London, 1986. شابک ‎۹۷۸−۰۷۱۳۴۴۷۸۸۰
- Turner prints: The engraved work of J.M.W. Turner. Phaidon Press, 1994. شابک ‎۹۷۸−۰۷۱۴۸۲۵۵۳۳
- Nineteenth century British painting. Giles de la Mare, London, 2000. شابک ‎۹۷۸۱۹۰۰۳۵۷۱۷۳
- J.M.W. Turner. Oxford University Press, Oxford, 2007. (Very Interesting People series) شابک ‎۹۷۸−۰۱۹۹۲۱۷۵۵۷